# Liène
Die Liène oder auch Lienne ist ein etwa 19,5 Kilometer langer Bach im Kanton Wallis, der bei Sitten von rechts in die Rhone mündet.

## Geographie

### Verlauf
Die Liène entspringt am Rawilhorn aus mehreren Quellbächen auf etwa 2400 m ü. M. Der Bach fliesst zunächst ostwärts, wobei ihm schon mehrere grössere Bäche zufliessen. Nach etwa 1,5 km erreicht er den Lac de Tseuzier auf etwa 1770 m ü. M. Er verlässt den See mit südlichem Kurs. Nach 2 km fliesst die Liène von links auf 1150 m ü. M. der Ertentse zu. Sie fliesst weiter durch ein unbesiedeltes, steiles Tal. Nach weiteren 3,5 km erreicht sie einen kleinen Stausee auf 915 m ü. M., wo ihr von links der Torrent de la Pontec aus Crans-Montana zufliesst. Kurz nach dem Stausee folgt von rechts der Torrent Croix. Etwa 0,6 km später fliesst der Torrent de la Forniry von rechts zu und weitere 0,7 km darauf der Torrent de Pralang auf knapp 800 m ü. M., während sich etwa 200 Meter höher auf linker Seite das Dorf Icogne befindet. Weitere 1,5 km später fliesst ihr auf 680 m ü. M. von rechts der Torrent de Villa aus der Gemeinde Ayent zu und weitere 1,5 km später der Torrent de Botyre auf 530 m ü. M. 1 km später erreicht der Bach das Rhonetal und bildet die Grenze zwischen Uvrier, das zu Sitten gehört, und dem Dorf Saint-Léonard.
In der Ebene fliesst der Bach seit den Gewässerkorrektionen im 19. und 20. Jahrhundert durch einen schnurgeraden Kanal mit Seitendämmen. Er wird von der Hauptstrasse 9 und der Bahnstrecke Sitten–Siders überquert und führt mit einer Kanalbrücke über die Autobahn A9, bevor er von rechts in die Rhone mündet.

### Einzugsgebiet
Das Einzugsgebiet der Liène hat eine Grösse von etwa 92 km². Der höchste Punkt im Einzugsgebiet ist am Wildhorn auf 3241 m ü. M.

## Flurbewässerung
Von der Liène führen alte Bewässerungskanäle zu den Landwirtschaftsgebieten auf beiden Seiten. Die Kanäle Grand Bisse de Lens und Bisse de Sillonin zweigen links ab und die Kanäle Bisse de Sion, Bisse d’Ayent und Bisse de Clavau auf der rechten Seite.

## Wasserkraft
Das 1953 gegründete Elektrizitätswerk Electricité de la Lienne staut das Wasser im Tseuziersee und nutzt es in den Kraftwerken von Croix und St-Léonard.